# Durgabai Deshmukh
Durgabai Deshmukh (Rajahmundry, Andhra Pradesh, 15 de julio de 1909-9 de mayo de 1981) fue una luchadora por la libertad de la India, abogada, trabajadora social y política, miembro de la Asamblea Constituyente de la India y de la Comisión de Planificación de la India y fundadora de varias instituciones con finalidades sociales. Revolucionó el concepto de trabajo social, a partir de las bases establecidas por estadistas como Mahatma Gandhi y puso los cimientos para el apoyo y reconocimiento del Estado a estas instituciones.
Es conocida como la «Madre del Trabajo Social» en la India.

## Biografía
Nacida en Rajahmundry, Andhra Pradesh, India, Durgabai. Creció en Kakinada, estado de Andhra Pradesh, donde acompañó a su padre en su activismo social. Fue casada a la edad de 8 años con un zamindar. Ella se negó a vivir con él hasta alcanzar su madurez, y su padre y hermano apoyaron su decisión. A los 15 años logró separarse. A lo largo de su vida lucharía contra estos casamientos de niñas y por la emancipación de las mujeres. A los 12 años, dejó la escuela para protestar contra la imposición de la enseñanza del idioma inglés. Fue una seguidora de Mahatma Gandhi en la lucha de la India por la independencia. Junto con un grupo local de mujeres devadasi y musulmanas viajó a los 12 años para conocerlo. A partir de ese evento, decidió dejar llevaba joyas o cosméticos, y se convirtió en una satyagraha, un modelo de desobediencia civil. A los 21 dirigió las actividades durante el movimiento de la Marcha de la sal en Madri, en el sur de la India, después del arresto de T Prakasam. Por eso fue arrestada durante tres años en confinamiento solitario entre 1930 y 1933. Su instancia en prisión fue decisiva para su activismo. Al salir decidió estudiar derecho y emanciparse a sí misma antes de ayudar a otras personas.
En 1942, a la edad de 33 años, fue aceptada en consejo de abogados de Madras. Luego de terminar la carrera de derecho, empezó un programa de alfabetización enfocado en viudas y mujeres abandonas por sus maridos, para que lograran su titulación secundaria.
En 1946, fue admitida en la Asamblea Constituyente. En los debates de la Asamblea, participó activamente por los derechos de las mujeres en los códigos hindués, por la independencia de jurisdicción y por la selección del Hindustani como idioma nacional.
En 1948, fundó Andhra Mahila Sabha, una organización sin fines de lucro que se dedica a la independencia, educación y salud de mujeres y niños hasta la actualidad. Fue la primera persona en ocupar la dirección de Junta Central de Bienestar Social de la India. La Junta llegó a relacionar más de 30 mil ONG, todos financiados por el estado de la India. Se encargaban principalmente de programas de ayudas económicas, hoy llamados grupos de autosuficiencia.

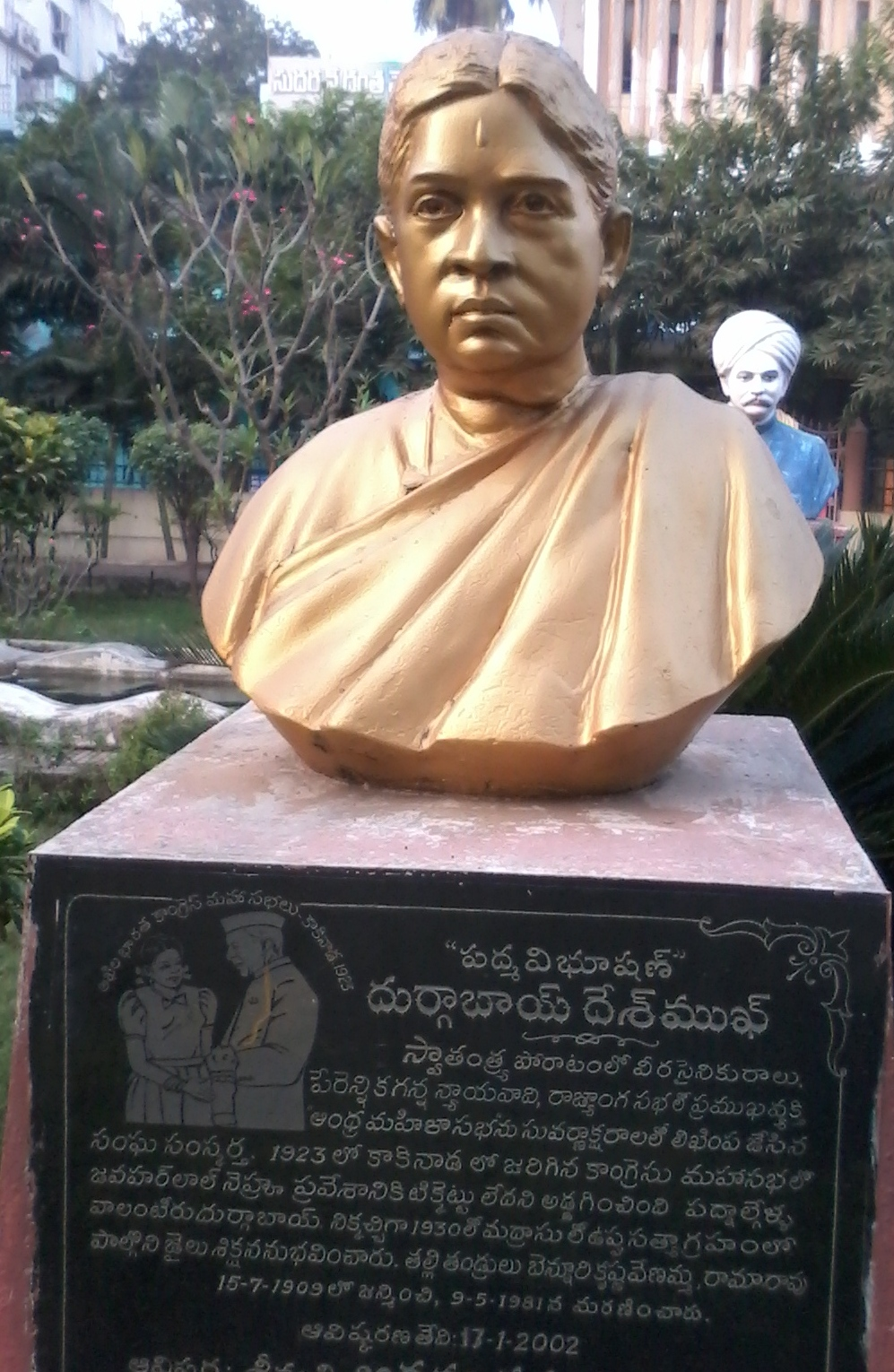
Estatua de Durgabai Deshmukh, en el parque Swatantra Samara Yodhula, dedicado a los luchadores por la libertad, en Rajahmundry

Luchó por el establecimiento de tribunales de familia, una idea que surgió de sus viajes a Japón, Rusia y China como parte de la delegación india. Estos tribunales fueron establecidos finalmente tres años después de su muerte, mediante el Acta de Tribunales de Familia, en gran parte gracias a su trabajo.
En 1953, a la edad de 44, se volvió a casar por decisión propia, algo inusual en las mujeres hindúes en ese momento. Esta vez se casó con Chintaman Dwarakanath Deshmukh, el primer gobernador indígena del Banco de la Reserva de la India y ministro de Hacienda en el gabinete central de la India durante el periodo 1950-1956. El propio primer ministro Jawaharlal Nehru fue uno de sus tres testigos de boda.